# Nacho
Nacho, właśc. José Ignacio Fernández Iglesias (ur. 18 stycznia 1990 w Madrycie) – hiszpański piłkarz, występujący na pozycji obrońcy w saudyjskim klubie Al-Qadisiyah oraz w reprezentacji Hiszpanii. Mistrz Europy 2024. Sześciokrotny zdobywca Ligi Mistrzów UEFA w sezonach: 2013/2014, 2015/2016, 2016/2017, 2017/2018, 2021/2022, 2023/2024. 

## Kariera klubowa
Urodzony w Madrycie, Nacho rozpoczął karierę w młodzieżowych drużynach Realu Madryt w wieku 11 lat. W sezonie 2008/09 zadebiutował w profesjonalnym futbolu w drugiej drużynie królewskich rozgrywając 2 mecze w Segunda División B, a następnie rozegrał 2 pełne sezony w tej drużynie.
23 kwietnia 2011 roku rozegrał swój pierwszy mecz w hiszpańskiej ekstraklasie w pierwszym zespole królewskich. Nacho wystąpił w wyjściowej jedenastce rozgrywając cały mecz na pozycji lewego obrońcy. Real Madryt wygrał to wyjazdowe spotkanie przeciwko Valencia CF 3-6. 2 tygodnie później zagrał 2 mecz w sezonie przeciwko Real Zaragoza, a zespół z Madrytu przegrał to spotkanie u siebie 1-2.
W okresie przygotowawczym do sezonu 2011/12 Nacho towarzyszył pierwszemu zespołowi królewskich w sparingowych spotkaniach w Stanach Zjednoczonych. Podczas zgrupowania rozegrał 3 mecze jako zmiennik przeciwko Los Angeles Galaxy, C.D. Guadalajara i Philadelphia Union.
2 września 2012 roku ówczesny trener Realu José Mourinho ogłosił, że Nacho wraz z Álvaro Morata i Jesús zostaną włączeni do pierwszego zespołu, ale dalej będą kontynuować grę w Realu Madryt B. Z początkiem sezonu 2013/14 Nacho został pełnoprawnym członkiem pierwszego zespołu i otrzymał koszulkę z numerem 18 po odejściu Raúla Albiola.
Pierwszego gola dla drużyny z Madrytu Nacho strzelił 10 stycznia 2015 roku przeciwko RCD Espanyol ustalając
wynik spotkania na 3-0.
3 listopada 2015 roku w meczu rozgrywanym na Santiago Bernabeu w ramach Ligi Mistrzów przeciwko Paris Saint-Germain F.C., Nacho zmienił kontuzjowanego Marcelo i 2 minuty później zdobył bramkę, która pozwoliła wygrać ekipie gospodarzy 1-0. Było to premierowe trafienie Nacho w europejskich rozgrywkach.
W latach 2016–2018 zdobył z Realem Madryt trzy Puchary Ligi Mistrzów UEFA z rzędu. Do tego w tych latach dołożył m.in.: Superpuchary Europy, Klubowe Mistrzostwa Świata, Superpuchar Hiszpanii i mistrzostwo Hiszpanii. Był wtedy ważnym zawodnikiem w układance Zinedine Zidane’a. Nie był zawodnikiem pierwszej jedenastki, ale zawsze stawał na wysokości zadania, gdy drużyna go potrzebowała.
W sezonie 2019/2020 zdobył po trzech latach przerwy mistrzostwo Hiszpanii z Realem Madryt. Łącznie Hiszpan z Realem zdobył 22 trofeów.
Latem 2024 roku po wygranej wynikiem 2:0 z Borussią Dortmund w finale Ligi Mistrzów, przeniósł się do saudyjskiego Al-Qadisiyah FC.

## Kariera reprezentacyjna
Nacho występował w młodzieżowych drużynach Hiszpanii U-17, U-19, U-21. Nacho po raz pierwszy został powołany do drużyny seniorskiej 2 września 2013 roku w miejsce kontuzjowanego Iñigo Martíneza. Swój debiut zaliczył 8 dni później w Genewie, zmieniając w drugiej połowie Sergio Ramosa w towarzyskim spotkaniu przeciwko Chile, zakończonego wynikiem 2-2.

## Statystyki

### Klubowe
Stan na 17 kwietnia 2024
| Klub                 | Sezon            | Liga  | Liga   | Puchar kraju | Puchar kraju | Europa | Europa | Inne1 | Inne1  | Suma  | Suma   |
| Klub                 | Sezon            | Mecze | Bramki | Mecze        | Bramki       | Mecze  | Bramki | Mecze | Bramki | Mecze | Bramki |
| -------------------- | ---------------- | ----- | ------ | ------------ | ------------ | ------ | ------ | ----- | ------ | ----- | ------ |
| Real Madryt Castilla | 2008/09          | 2     | 0      | –            | –            | –      | –      | –     | –      | 2     | 0      |
| Real Madryt Castilla | 2009/10          | 21    | 1      | –            | –            | –      | –      | –     | –      | 21    | 1      |
| Real Madryt Castilla | 2010/11          | 30    | 0      | –            | –            | –      | –      | 2     | 0      | 32    | 0      |
| Real Madryt Castilla | 2011/12          | 33    | 3      | –            | –            | –      | –      | 4     | 0      | 37    | 3      |
| Real Madryt Castilla | 2012/13          | 19    | 0      | –            | –            | –      | –      | –     | –      | 19    | 0      |
| Real Madryt Castilla | Razem            | 105   | 4      | –            | –            | –      | –      | 6     | 0      | 111   | 4      |
| Real Madryt          | 2010/2011        | 2     | 0      | 0            | 0            | 0      | 0      | 0     | 0      | 2     | 0      |
| Real Madryt          | 2011/2012        | 0     | 0      | 1            | 0            | 0      | 0      | 0     | 0      | 1     | 0      |
| Real Madryt          | 2012/2013        | 9     | 0      | 3            | 0            | 1      | 0      | 0     | 0      | 13    | 0      |
| Real Madryt          | 2013/2014        | 12    | 0      | 4            | 0            | 3      | 0      | 0     | 0      | 19    | 0      |
| Real Madryt          | 2014/2015        | 14    | 1      | 2            | 0            | 6      | 0      | 0     | 0      | 22    | 1      |
| Real Madryt          | 2015/2016        | 16    | 0      | 1            | 0            | 5      | 1      | –     | –      | 22    | 1      |
| Real Madryt          | 2016/2017        | 28    | 2      | 5            | 1            | 4      | 0      | 2     | 0      | 39    | 3      |
| Real Madryt          | 2017/2018        | 27    | 3      | 6            | 0            | 8      | 1      | 1     | 0      | 42    | 4      |
| Real Madryt          | 2018/2019        | 20    | 0      | 5            | 0            | 5      | 0      | 0     | 0      | 30    | 0      |
| Real Madryt          | 2019/2020        | 6     | 1      | 3            | 1            | 1      | 0      | 0     | 0      | 10    | 2      |
| Real Madryt          | 2020/2021        | 24    | 1      | 0            | 0            | 8      | 0      | 1     | 0      | 33    | 1      |
| Real Madryt          | 2021/2022        | 28    | 3      | 3            | 0            | 9      | 0      | 2     | 0      | 42    | 3      |
| Real Madryt          | 2022/2023        | 27    | 1      | 5            | 0            | 8      | 0      | 4     | 0      | 44    | 1      |
| Real Madryt          | 2023/2024        | 23    | 0      | 2            | 0            | 9      | 0      | 2     | 0      | 36    | 0      |
| Real Madryt          | Razem            | 236   | 12     | 40           | 2            | 67     | 2      | 12    | 0      | 355   | 16     |
| Razem w karierze     | Razem w karierze | 341   | 16     | 40           | 2            | 67     | 2      | 18    | 0      | 466   | 20     |

1, tj. Superpuchar Hiszpanii, Superpuchar Europy, Klubowe Mistrzostwa Świata.

### Reprezentacja
Stan na 25 marca 2023
| Hiszpania | Hiszpania | Hiszpania |
| Rok       | Występy   | Bramki    |
| --------- | --------- | --------- |
| 2013      | 1         | 0         |
| 2015      | 1         | 0         |
| 2016      | 5         | 0         |
| 2017      | 7         | 0         |
| 2018      | 8         | 1         |
| 2023      | 1         | 0         |
| Ogólnie   | 23        | 1         |

## Sukcesy

### Real Madryt B
- Segunda División B: 2011/2012

### Real Madryt
- Mistrzostwo Hiszpanii: 2016/2017, 2019/2020, 2021/2022 , 2023/2024
- Puchar Króla: 2013/2014, 2022/2023
- Superpuchar Hiszpanii: 2012, 2017, 2019/2020, 2021/2022, 2023/2024
- Liga Mistrzów UEFA: 2013/2014, 2015/2016, 2016/2017, 2017/2018, 2021/2022, 2023/24
- Superpuchar UEFA: 2014, 2016, 2017, 2022
- Klubowe mistrzostwo świata: 2014, 2016, 2017, 2018, 2022

### Reprezentacja
- Mistrzostwo Europy 2024
- Liga Narodów UEFA: 2022/23
- Wicemistrzostwo świata do lat 17: 2007
- Mistrzostwo Europy do lat 17: 2007
- Mistrzostwo Europy do lat 21: 2013

## Życie prywatne
Jego brat Alejandro również jest piłkarzem. 31 maja 2014 roku Nacho poślubił swoją wieloletnią partnerkę Marię Cortes w hiszpańskiej miejscowości Meco. 13 maja 2015 roku na świat przyszła ich córka Alejandra.